# Мельничук Роман Федорович
Роман Федорович Мельничу́к (нар. 20 липня 1905 — пом. 30 квітня 1960, Київ) — український радянський художник; член Асоціації революційного мистецтва України з 1925 року. Чоловік художниці Тетяни Неллінгер.

## Біографія
Народився 20 липня 1905 року. 1931 року закінчив Київський художній інститут. Член ВКП(б) з 1945 року.

Надгробок на Байковому кладовищі.

Жив у Києві, в будинку на вулиці Тарасівській, № 1, квартира № 5. Помер у Києві 30 квітня 1960 року. Похований у Києві на Байковому кладовищі.

## Творчість
Працював у галузях станкового живопису і станкової графіки. Створював тематичні полотна, пейзажі у реалістичному стилі. Серед робіт:
живопис
- «У старій Україні» (1937);
- «Смерть Тараса Шевченка» (1938);
- «Клятва партизан» (1948);

графіка
- «По дорозі на фронт» (1942, олівець);
- «Волоколамськ» (1942, вугілля);
- «Україно моя, Україно» (1942, олівець);
- плакат «Перемога» (1945);
- серія «Старий і новий Львів» (1945—1950).

Брав участь у міських, республіканських мистецьких виставках з 1940-х років.